# Молокія
Молокія — це торговельна марка, під якою виготовляє молочну продукцію ПрАТ «Тернопільський молокозавод».

## Історія
Засновано ПрАТ «Тернопільський молокозавод» 1957 року. Тоді він почав свою діяльність як міський молокозавод. Підприємство доволі швидко розвивалося і вже у 1970-тих роках його потужності давали змогу переробляти до 300 тонн молока в день.
28 червня 1969 року новий молокозавод введено в експлуатацію. Підприємство почало випуск топленого молока, кефіру, ряжанки, айрану в скляних пляшках з кришкою з фольги. 1987 року завод переробив понад 108 тонн молока та вершків. За часів СРСР Тернопільський міський молокозавод входив в число провідних підприємств міста.
2000 року на завод прийшла нова команда управлінців, на потужностях підприємства було створено ЗАТ «Тернопільський молокозавод», який 2011 року став ПрАТ «Тернопільський молокозавод». У результаті поетапної реконструкції нині виробничі потужності ПрАТ «Тернопільський молокозавод» дають змогу переробляти близько 250 тонн молока на день.  У 2016 році там працювало близько 1300 людей, а через рік штат розширився до 1500 працівників.
Продукція підприємства об'єднана під ТМ «Молокія».
Оскільки продукція має короткі терміни зберігання, це є основний аргумент щодо вибору ринків збуту. Саме тому підприємство реалізовує продукцію лише в регіонах, які розташовані поруч із тернопільським регіоном — у Вінницькій, Волинській, Закарпатській, Івано-Франківській, Львівській, Рівненській, Тернопільській, Хмельницькій, Чернівецькій, Житомирській, Дніпропетровській областях. Там створено власні філії ТМ «Молокія», де є спеціальне холодильне обладнання, склади, відповідний транспорт та персонал. Це забезпечує процес збуту таким чином, щоб доставка продукції у кожен регіон здійснювалася щоденно. Тобто кожного дня споживачі можуть отримати свіжий продукт ТМ «Молокія».

## Асортимент
Основний напрямок діяльності заводу — виробництво молочної продукції (молоко, кефір, сметана, йогурт, масло та кисломолочний сир).